# Live at the Aquarius Theatre: first performance
Live at the Aquarius Theatre First Performance är musikgruppen The Doors första inspelade livekonsert (juli 1969), utgiven på skiva hösten 2001.
1969 bestämde sig The Doors för att spela in ett livealbum. Denna konsert är den första av åtskilliga konserter som slutligen blev Absolutely Live i klippt form. Inspelat i Aquarius Theatre på Sunset Boulevard i Hollywood, Kalifornien.

## Låtlista
Alla låtar skrivna och framförda av Densmore, Krieger, Manzarek och Morrison.
CD 1:
1. Tuning 1:09
2. Jim's Introduction 0:54
3. Back Door Man 5:38 (Dixon)
4. Break On Through (To The Other Side) 4:49
5. What Do We Do Next? 0:18
6. Soul Kitchen 4:44
7. You Make Me Real 3:11
8. Tuning	1:09
9. I Will Never Be Untrue	3:50
10. The Crowd Humbly Requests 0:59
11. When The Music's Over 11:32
12. Universal Mind	4:39
13. The Crowd Requests Their Favorites / Tuning 1:20
14. Mystery Train / Crossroads 6:45
15. Build Me A Woman 5:35

Total speltid 56:40
CD 2:
1. Tuning 0:37
2. Who Do You Love (false start) 0:37 (Ellas McDaniel)
3. Who Do You Love 6:40 (Ellas McDaniel)
4. Light My Fire 10:53
5. The Crowd Requests More 1:15
6. The Celebration Of The Lizard 15:28

Total speltid 35:30